# Leif Granli
Leif Granli né le 25 septembre 1909 à Hegra, et mort le 17 mars 1988 est un politicien norvégien du Parti travailliste.

## Biographie
Il est élu au Parlement norvégien pour le comté du Nord-Trøndelag en 1945 et réélu à six reprises. De 1963 à 1965, Granli est ministre de l'Agriculture. Durant cette période, son siège au parlement est pris par Hans Mikal Solsem. Granli est ensuite vice-président du Storting entre 1967 et 1972. Il est président du Storting du 2 octobre 1972 au 30 septembre 1973.
Au niveau local, il est membre du comité exécutif du conseil municipal de Frol de 1933 à 1949, sauf pour les années 1940 à 1945 au cours de l'occupation allemande de la Norvège. Il devient plus tard un membre du conseil municipal de Levanger de 1959 à 1967. Il achève sa carrière politique en tant que gouverneur du comté de Nord-Trøndelag, qu'il occupe de 1971 à 1979.
En dehors de la politique, il travaille comme journaliste à Arbeider-Avisen de 1937 à 1940 et il est rédacteur en chef de « Hardanger Folkeblad » de 1940 à 1941. De 1935 à 1940, il travaille également comme agriculteur, il n'avait pas de formation dans le domaine de l'agriculture avant de devenir ministre de l'Agriculture.